# Byłgarska telegrafna agencija
Byłgarska telegrafna agencija (bułg. Българска телеграфна агенция) – państwowa agencja prasowa funkcjonująca w Bułgarii. Została założona w 1898 roku. 